# Gora Samushkova
Gora Samushkova (englische Transkription von russisch Гора Самушкова Gora Samuschkowa) ist ein Nunatak an der Pennell-Küste des ostantarktischen Viktorialands. Er ragt unmittelbar nordwestlich des Cape North auf.
Russische Wissenschaftler benannten ihn. Der Namensgeber ist nicht überliefert.